# Дин, Миллвина
Элизабет Глэдис Миллвина Дин (англ. Elizabeth Gladys Millvina Dean; 2 февраля 1912, Лондон — 31 мая 2009, Эшурст, Хэмпшир) — англичанка, которая была последней из выживших пассажиров «Титаника», затонувшего 15 апреля 1912 года и его самой юной пассажиркой. На момент гибели лайнера ей было два с половиной месяца и, соответственно, никаких воспоминаний о трагедии у неё не осталось.

## Биография
Миллвина родилась 2 февраля 1912 года в Бранскомбе в семье Бертрама Фрэнка Дина (30 июня 1886 — 15 апреля 1912) и Жоржетты Эвы Лайт (18 мая 1879 — 13 сентября 1975). Супруги вдвоём управляли трактиром в Лондоне. У Миллвины был брат Бертрам Вер Дин (21 мая 1910 — 14 апреля 1992). Её родители решили покинуть Англию и перебраться в Уичито, где у её отца были родственники и друзья, и где он намеревался открыть табачный магазин. Продав трактир, Дины, как и некоторые пассажиры, купили билеты не на «Титаник», а на другой корабль (вероятно, это был «Адриатик»), но из-за разразившейся в том году забастовки угольщиков, в конечном итоге попали на борт злополучного лайнера в качестве пассажиров 3-го класса.

## «Титаник»

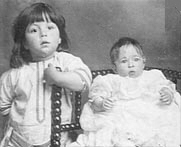
Миллвина (справа) вместе с братом Бертрамом, прибл. 1912/1913 год

Во время катастрофы Миллвине было 2 месяца, брату — 1 год, матери — 32 года, отцу — 25 лет. В день отплытия 10 апреля 1912 года бабушка и дедушка Миллвины — родители Жоржетты — пришли проводить их на пристань в Саутгемптоне. Когда «Титаник» остановился в Куинстауне, Жоржетта послала родителям открытку с текстом «Дорогая мама, пишу только чтобы сказать, что у нас до сих пор всё прекрасно. Малышка была очень беспокойной. С лучшей любовью, Этти.»
Когда ночью 15 апреля корабль столкнулся с айсбергом, Бертрам вышел из каюты, чтобы узнать, что случилось, а затем вернулся, помог жене одеть детей и вывел семью на палубу и усадил в спасательную шлюпку, пообещав сесть в одну из последующих. Спустя годы Миллвина пришла к выводу, что им удалось спастись исключительно из-за того, что, благодаря отцу, они были в числе самых первых пассажиров, оказавшихся на шлюпочной палубе. Осталось неизвестным, в какой именно шлюпке спаслись Дины. Установлено лишь то, что по времени они были в числе первых пассажиров 3-го класса, которые успели сесть в шлюпки. Первым был сириец Фахим Леени (Филип Зенни), который спасся на шлюпке № 6, но Динов там не было, и поэтому можно предположить, что они спаслись на шлюпках № 10 или 13 или на складной шлюпке C. Сама Миллвина, которая не запомнила самой катастрофы, только со слов матери вспоминала позже, что в их шлюпке был «китаец», к которому очень неодобрительно отнеслись многие тамошние женщины (они даже хотели столкнуть его за борт, но потом передумали), и истеричная пассажирка, которая оплакивала утонувшую перину. Бертрам Фрэнк Дин не выжил, и его тело если и было найдено, то оказалось в числе неопознанных. Бертрам-младший при посадке был отделён от матери и сестры в суматохе и оказался в другой шлюпке, предположительно, № 13. Оказавшись на «Карпатии», Жоржетта разыскала сына. По прибытии в Нью-Йорк все трое были госпитализированы для выздоровления.

## Возвращение в Англию
Изначально Жоржетта хотела выполнить желание покойного мужа и отправиться в Канзас, однако, потеряв мужа и имея на руках двух маленьких детей, она вынуждена была распрощаться с попыткой начать в Америке новую жизнь и поэтому, сев на «Адриатик», вернулась в Англию. На борту Жоржетта, будучи спасённой с «Титаника», привлекла к себе внимание, из-за чего 12 мая «The Daily Mirror» написала про неё: «[Она] была любимцем лайнера во время рейса, и так велико было соперничество между женщинами ухаживать за этой скромной долей человечества, что один из офицеров объявил, что пассажиры первого и второго классов могут общаться с ней не более чем десять минут.» Приехав в Англию, Жоржетта с детьми поселилась у её родителей в Нью-Форесте. Вплоть до того, как Миллвине и Бертраму исполнилось по 18 лет, их мать каждую неделю получала 40 фунтов стерлингов от «Фонда чрезвычайной помощи» и пенсию в 23 шиллинга.

## Образование и карьера
Здесь же в школах Саутгемптона Миллвина и Бертрам получили образование. Миллвина узнала, что была на «Титанике», только в 1920 году, в возрасте 8 лет, когда Жоржетта вышла замуж за ветеринара Леонарда Бардена, работавшего на ферме её родителей. Жоржетта Барден прожила остаток жизни в счастливом браке с новым мужем и умерла 13 сентября 1975 года в возрасте 96 лет (по другим источникам она умерла 16-го).
Миллвина так и не вышла замуж. Во время Второй мировой войны она работала картографом на британское правительство. После служила в отделе закупок инженерной фирмы Саутгемптона, а также ассистентом в табачной фирме. Бертрам, став взрослым, начал работать на саутгемптонской верфи Хазбондс, где подружился с инженером Джорджем Уилльямом Бишампом, который тоже плыл на «Титанике» в тот роковой рейс. Бишамп, которому во время катастрофы было 28 лет, спасся на шлюпке № 13 и, повспоминав тех людей, что были вокруг него, предположил, что Бертрам спасся именно на ней. В отличие от Миллвины он женился на Дороти Синклер, чей отец, по совпадению, в своё время купил в Саутгемптоне магазин нот, который раннее принадлежал погибшему пассажиру 2-го класса Генри Прайсу Ходжесу.
Известность к Миллвине и Бертраму пришла только когда обоим было уже по семьдесят лет. Они давали много интервью в документальных фильмах и на радио и посещали множество выставок, посвящённых катастрофе. В 1980-х часто посещали в Городской Офис Наследия Саутгемптона. Бертрам скончался в 80-ю годовщину катастрофы 14 апреля 1992 года в возрасте 81 года. После этого в апреле 1996 года Миллвина впервые посетила Белфаст, как почётный гость, по приглашению «Titanic Historical Society», которая узаконила свои права на останки судна. Спустя год она получила приглашение отправиться на борту «Куин Элизабет 2» в США, чтобы завершить путешествие её семьи в Уичито.

## Последние годы и смерть
В своё время Миллвина посмотрела фильм «Гибель „Титаника“», который произвёл на неё настолько болезненное впечатление, что в 1997 году она отказалась посетить премьеру фильма Джеймса Кэмерона.
В октябре 2007 года, после смерти Барбары Уэст, Миллвина стала последней выжившей пассажиркой «Титаника». В последние годы жизни Миллвина проживала в Англии и постепенно распродавала различные семейные ценности, связанные с легендарным лайнером, чтобы оплачивать своё лечение и частный медицинский уход. За несколько недель до смерти получила материальную помощь от Кейт Уинслет, Леонардо Ди Каприо и Джеймса Кэмерона на оплату услуг дома престарелых.
Миллвина Дин умерла 31 мая 2009 года в возрасте 97 лет в доме престарелых в хэмпширском Эшурсте в 98-ю годовщину спуска «Титаника» на воду. Её прах был развеян по ветру 24 октября 2009 года в порту Саутгемптона, откуда «Титаник» начал свой единственный рейс.